# Chaudenay (Saône-et-Loire)
Chaudenay település Franciaországban, Saône-et-Loire megyében. Lakosainak száma 1124 fő (2022. január 1.). Chaudenay Ébaty, Corcelles-les-Arts, Corpeau, Chagny és Demigny községekkel határos.

## Népesség
A település népességének változása:
| Lakosok száma | 1087 | 1109 | 1136 | 1112 | 1114 | 1119 | 1125 | 1134 | 1124 |
|               | 2013 | 2015 | 2016 | 2017 | 2018 | 2019 | 2020 | 2021 | 2022 |